# Форум на тихоокеанските острови
Форум на тихоокеанските острови е междуправителствена организация със седалище в Сува, столицата на Фиджи.
Има за цел да помага за сътрудничеството между независимите държави в Тихия океан, както и да защитава интересите им. Форумът е основан през 1971 година под името Южнотихоокеански форум, но през 2000 година, за да отрази коректно географското положение на своите членове, които се намират както в южната, така и в северната част на Тихия океан, организацията е преименувана на Форум на тихоокеанските острови.

## История
Първата среща на държавите от Южнотихоокеанския форум е иницирана от Нова Зеландия и е проведена от 5 до 7 август 1971 година в Уелингтън. Във форума взели участие представители на 7 държави: президента на Науру, министър-председателите на Самоа, Тонга, Фиджи, Острови Кук и Нова Зеландия, както и министъра на външните работи на Австралия. На срещата са поставени множество въпроси, които касаят живота на хората в южната част на Тихия океан. Обръща се особено влияние на търговията, туризма и образованието. През 1999 година се взима решение за преименуване на организацията на Форум на тихоокеанските държави.
Най-големите и икономически най-развити държави са Австралия и Нова Зеландия. Те са пълна противоположност на другите държави от региона. Австралия и Нова Зеландия са гарант за стабилност и безопасност в региона.

## Структура
Изпълнителната власт се осъществва от Секретариат на Форума на тихоокеанските острови. Той е създаден на основата на Южнотихоокеанското бюро за икономическо сътрудничество. Секретариатът разработва икономически, транспортни и търговски програми за сътрудничество, както и оглавява Съвета на регионалните организации в Тихия океан. Създаден е през 1972 година под името Търговско бюро, което по-късно е преименувано на Южнотихоокеанско бюро за икономическо сътрудничество. Названието Секретариат на Южнотихоокеанския форум е одобрено от всички държави членки през 1988 година, а през 2000 година е преименувано на Секретариат на Форума на тихоокеанските острови.
В структурата на Секретариата на Форума на тихоокеанските острови действат четири подразделения:
1. Развитие и икономическа политика
2. Търговия и инвестиции
3. Политически, международни и правни дела
4. Корпоративна служба

## Цели
Целите на Форума на тихоокеанските острови са икономическо и социално благополучие на хората в тихоокеанските острови чрез сътрудничество между правителства и международни организации.

## Държави членки
|                   |                   |                           |                           |
| Държави членки    |                   |                           |                           |
| Австралия         | Кирибати          | Палау                     | Соломонови острови        |
| Острови Кук       | Науру             | Папуа Нова Гвинея         | Тонга                     |
| Микронезия        | Нова Зеландия     | Маршалови острови         | Тувалу                    |
| Фиджи             | Ниуе              | Самоа                     | Вануату                   |
| Асоциирани членки | Асоциирани членки | Със статут на наблюдатели | Със статут на наблюдатели |
| Нова Каледония    | Френска Полинезия | Токелау                   | Източен Тимор             |

Форума си сътрудничи и води диалог с 12 партньора:
- Великобритания
- Европейски съюз
- Индия
- Индонезия
- Канада
- Китай
- Малайзия
- САЩ
- Филипини
- Франция
- Южна Корея
- Япония

## Срещи
| Срещи | Срещи              | Срещи       | Срещи | Срещи              | Срещи       |
| ----- | ------------------ | ----------- | ----- | ------------------ | ----------- |
| 1971  | Нова Зеландия      | Уелингтън   | 1990  | Вануату            | Порт Вила   |
| 1972  | Австралия          | Канбера     | 1991  | Микронезия         | Паликир     |
| 1972  | Фиджи              | Сува        | 1992  | Соломонови острови | Хониара     |
| 1973  | Самоа              | Апия        | 1993  | Науру              | Айво        |
| 1974  | Острови Кук        | Раротонга   | 1994  | Австралия          | Бризбейн    |
| 1975  | Тонга              | Нуку'алофа  | 1995  | Папуа Нова Гвинея  | Маданг      |
| 1976  | Нова Зеландия      | Роторуа     | 1996  | Маршалови острови  | Маджуро     |
| 1976  | Науру              | Айво        | 1997  | Острови Кук        | Раротонга   |
| 1976  | Фиджи              | Сува        | 1998  | Микронезия         | Паликир     |
| 1977  | Папуа Нова Гвинея  | Порт Морсби | 1999  | Палау              | Корор       |
| 1978  | Ниуе               | Алофи       | 2000  | Кирибати           | Южна Тарава |
| 1979  | Соломонови острови | Хониара     | 2001  | Науру              | Айво        |
| 1980  | Кирибати           | Южна Тарава | 2002  | Фиджи              | Сува        |
| 1980  | Индия              | Ню Делхи    | 2003  | Нова Зеландия      | Окланд      |
| 1981  | Вануату            | Порт Вила   | 2004  | Самоа              | Апия        |
| 1982  | Нова Зеландия      | Роторуа     | 2005  | Папуа Нова Гвинея  | Маданг      |
| 1983  | Австралия          | Канбера     | 2006  | Фиджи              | Нади        |
| 1984  | Тувалу             | Фунафути    |       |                    |             |
| 1985  | Острови Кук        | Раротонга   |       |                    |             |
| 1986  | Фиджи              | Сува        |       |                    |             |
| 1987  | Самоа              | Апия        |       |                    |             |
| 1988  | Тонга              | Нуку'алофа  |       |                    |             |
| 1989  | Кирибати           | Южна Тарава |       |                    |             |